# 성균관
성균관(成均館)은 한국의 옛 대학(大學)으로 그 명칭은 고려 충선왕 때 성균관으로 개명한 데서 비롯하였다. 공민왕 때는 국자감(國子監)이라 부르다가 곧 성균관으로 복귀하였다. 1894년 갑오개혁 이전까지 고려 말과 조선시대에 관리양성을 위한 최고 국립 교육기관으로 기능하였다.

## 연원
조선의 최고 교육기관으로, 개경에 세워진 국자감이 고려 충렬왕 24년(1298년) 성균감(成均監)으로 바뀌었다가 충선왕 1308년에 즉위하면서 성균관으로 바뀌었다. 공민왕 5년(1356년)에는 국자감으로 환원하였다가, 1362년 다시 성균관으로 복구되었다.
공민왕 초까지 율학(律學)·서학(書學)·산학(算學) 등의 기술학부도 성균관에서 교육하였으나, 그때부터 따로 분리하여 성균관은 유학 교육기관만 전담하는 기관이 되었다.
조선 시대에는 성균관이 한양과 개성에 한 곳씩 두 개가 존립하였다. 지사와 동지사가 있으나 실질적으로 정삼품 대사성이 최고 책임자이다. 태조 4년(1395년)에 개경에서 한양으로 천도하면서, 숭교방(崇敎坊) 부근(현재의 명륜동)에 터를 잡고 성균관을 짓기 시작하여 3년 만에 완공하였다.
'성균'은 주례의 대사악에 나오는 용어로, 음악을 조율하는 것과 같이 어그러짐을 바로잡고, 지나치고 모자라는 것을 고르게 한다는 뜻을 가지고 있다. 한편 고구려 때부터 나라의 최고 교육기관을 가리키던 이름인 태학(太學)이라는 이름으로도 불리었다.

## 입학 자격
진사시와 생원시에 합격한 사람에게는 우선적으로 성균관 입학 기회가 주어졌고, 그 외에 선발시험인 승보(升補)나 음서를 통해 입학할 수 있었다. 정원은 200명이었으나 유동적이었다. 또한 성균관 유생을 학생 또는 성균관 학생이라 부르기도 하였다. 대개 정원은 200명으로 여기에 미달하면 사학생도·유음적자(有蔭嫡子)·소과초시 입격자(小科初試入格者)·조관(朝官) 등에서 보충하였다. 학생은 기숙사 '재(齋)'에 반드시 머물며 학령(學令)의 교칙을 엄수해야 한다. 그들의 자치활동으로 재회(齋會)라는 집회가 있고 장의(掌議)·색장(色掌) 등의 회장과 간부진을 둔다. 장의는 재회를 절대적으로 선도하며 학령을 어긴 유생을 문책하여 출재(黜齋：퇴학)할 권한을 가졌다. 그리고 사문유사(斯文有事)나 토역(討逆)이 있을 때 장의의 발론으로 연명(聯命) 상소한다. 이를 유소(儒疏)라 하며 이 모임을 대의사(大議事)라 한다. 유소시에는 사학에서 호응하며 궐문 앞에 연좌하여 왕의 비답(批答)을 기다린다. 유소가 여의치 못할 때는 식사를 거절하는 시위로써 권당(捲堂)을 행하며 나아가 성균관을 비워버리는 공관(空館)이라는 동맹 휴학에 들어간다. 이것은 식자층의 여론을 환기하는 역할을 하였다. 그 밖에 유생은 대과(大科)에 응시할 수 있는 자격을 갖는다.

## 역사

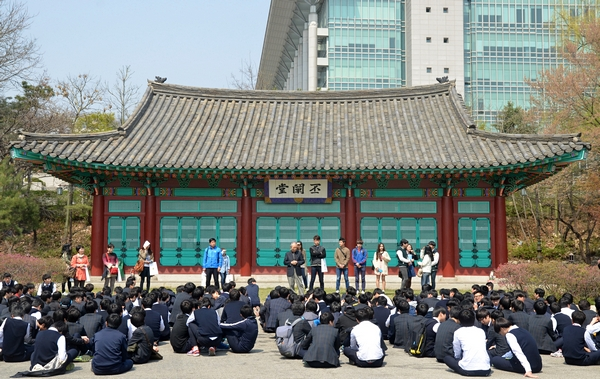
비천당

### 조선 전기의 성균관
1398년(태조 7) 조선 태조는 숭교방(崇敎坊 : 명륜동)에 성균관 건물을 준공하고 고려 제도대로 유학(儒學)을 강의하는 명륜당, 공자(孔子)를 모신 문묘(文廟), 유생들이 거처하는 재(齋)를 두었다. 
그러나 성균관이 완성된 다음 달인 1398년 8월에 제1차 왕자의 난이 일어나 태조는 퇴위하고 정종이 즉위하였다. 정종은 재변이 일어나는 것을 불길하게 여겨 개성으로 환도하였고 유생의 교육은 개성의 성균관에서 실시하였다. 
태종은 즉위 후 친히 문묘에서 제사지내고, 개성 성균관을 중수하고, 땅과 노비를 지급하였으며, 성균관에서 벽송연이 있을 때 술과 고기를 하사하여 격려하였다. 또한 왕세자를 성균관에 입학시키고 가르치게 하였는데 이후 상례가 되었다. 
태종은 한양으로 재천도한 이후 문묘를 재건하였다. 1407년(태종 7) 명륜당을 중건하고, 묘정비를 건립하였다. 이후 동, 서재를 수리, 보완하고 새로 식당을 지었다. 1425년(세종 7) 동, 서재를 수리하여 온돌로 개수하였다. 1472년(성종 3)에는 전사청을 세웠고, 1475년(성종 6)에는 존경각을 세워 수만 권을 보관하였다. 1490년(성종 21)에는 정록청 북쪽에 향관청을 세웠다. 1407년에 문묘가 재건된 후 성종 때 대체적으로 보완 공사가 완성되었다. 

### 조선 중기의 성균관
국립 최고교육기관인 성균관은 유학 교육 최고의 전당으로서 유학을 지도이념으로 하는 조선 왕조의 지원에 힘입어 계속 발전하여 성종대까지는 인재의 양성이라는 교육 기능을 그런대로 발휘하는 교육 기관으로서의 면모를 유지하였다. 그러나 연산군은 유학 교육에 관심을 기울이지 않게 되면서 성균관을 비롯하여 서울의 4부학당과 지방의 향교 등 국립교육기관의 교육이 모두 쇠퇴하게 되었다.
연산군은 한글로 쓰여진 비난 벽보가 나붙는다 하여 한글의 교수·학습을 금지시키고, 성균관 유생들이 국정을 비판하는 일을 금지시켰으며, 방화벽을 세우거나 유생을 벌주기도 하였다. 결국에는 성균관을 철거하고 사냥과 연회의 장소로 삼았으며, 성균관의 관원을 줄이기도 하였다.
반정으로 왕위에 오른 중종은 침체된 성균관 등의 학교 교육을 진흥시키려고 노력하였다. 연산군 때 폐지된 교육 관례들을 복구시키고, 성균관과 4학도 수리 복구하도록 하였다. 1517년(중종 12)에는 밭 100결을 성균관의 학전으로 하사하고, 경작을 위해 노비 80구를 성균관에 주도록 명하여 성균관 교육 진흥의 재원으로 보태도록 하였다. 이렇듯 중종 시기 관학교육을 진흥시키기 위하여 많은 노력을 기울였으나 좋은 성과는 거두지 못하였다. 당시에는 문반직에 나아가는 것이 정치적으로 출세를 보장받고, 사회적으로 특권적 지위를 누리며, 경제적으로 부를 축적할 수 있는 수단으로 여겨졌기 때문에 학문 탐구에 열중하기 보다는 남보다 빨리 관직을 얻는 방법에만 관심을 기울이는 분위기가 이어졌다. 이렇게 된 이유는 조선왕조 교육제도의 결함, 즉 각급학교의 이수연한과 상급학교로의 진학에 관한 규정의 부재 및 교육제도와 과거제도의 유기적 연관 장치의 부재 때문이다.
명종 재위 중에 교육 기능은 유지하고 있었으나 학교 교육은 별로 호전되지 못하였다. 중종대와 마찬가지로 유생이 정원에 미달하는 경우가 많았고 교육 내용이 충실하지 못한 경우도 많았다. 국립교육기관인 성균관과 4학이 계속 부진을 면치못하고, 지방의 향교가 교육 기능조차 발휘하지 못할 정도로 쇠퇴하게 되자 지방에서는 서원이 건립되기 시작하여 계속 증설되어 갔다.

### 조선 후기의 성균관
학교교육의 부진성을 타개하기 위하여 1582년(선조 15)에 선조는 이이에게 선비를 배양하는 사목을 만들어 올리라고 하였다. 이에 이이가 「학교사목」을 정하여 올렸으며, 일종의 교육헌장과 유사한 「학교모범」을 지어서 학령의 미비점을 보완하였다. 그러나 이를 마련하여 시행하는 데 주역을 담당하였던 이이가 2년 후 사망하였고 10년 뒤인 1592년(선조 25)에 임진왜란이 일어나 성균관 등의 학교건물이 불타 없어지고 학교교육은 한동안 공백기를 맞이하게 되었다.
임진왜란이 끝나고 명군이 철수한 다음 해인 1601년 성균관 대사성 이수광의 주관 하에 공사가 진행되어 1602년 대성전이 중건되었다. 재력의 부족으로 문묘시설은 1603년에, 명륜당은 1606년에 이르러서야 완공하였다. 그리고 1626년(인조 4)에 이르러 존경각, 정록청, 식당 등의 부속건물과 문묘의 묘정비도 복구되었다.
17세기에도 선비들의 관직추구열은 더욱 고조되었다. 심지어는 고시관들에게 청탁하여 출제될 문제를 미리 알아내는 등 부정한 방법으로라도 과거에 합격하려 하였다. 이러한 풍조하에서 성균관 유생이 되더라도 학업에 정진하기보다는 과거시험에만 관심을 기울였었다. 과거시험이 끝나면 성균관에서 떠나가 버리는 것이 상례였고, 유생들이 성균관을 학문과 덕행을 닦는 교육의 장소가 아니라 과거를 보기 위해 거쳐가는 장소 정도로 여기고 있었음을 뜻하는 것이었다. 인조, 효종대의 경우 대체로 성균관에 거재하는 유생의 수는 적을 때는 20~30명 정도이고, 많을 때는 50~60명을 넘지 않았으며 그나마 명문가의 자제는 없고 지방에서 온 가난한 선비밖에 없었다.
이에 대한 대책으로 역대 왕들은 사유에 적합한 자를 대사성으로 임용하고자 하였으며, 선비들의 모범이 될 만한 자를 성균관 학관으로 선임하고자 하였다. 1634년(인조 12)에는 예조에서 「학교권장조목」을 올렸는데, 왕은 이를 거행토록 하였다. 1663년(현종 4)에는 관학유생들의 학업을 권장하는 뜻에서 한동안 제대로 거행하지 못했던 고강과 시제를 다시 실시하도록 하고, 이듬해에는 우등자 5명을 뽑아 성균관이 그들의 점수를 정확히 기록하여 예조에 보고하고 재가를 받아 문과초시에 참여할 수 있도록 하였다.
성균관은 시간이 흐르면서 여러 시설이 늘어났다. 1664년(현종 5)에는 비천당이 새로 건립되고, 일양재와 벽입재가 신축되었다. 1701년(숙종 27)에는 계성사가 세워졌다. 1742년(영조 18)에는 탕평비와 그 비각이 건립되고, 1743년에는 육일각이 세워졌다. 
성균관 교육은 영조대에 대폭적인 재정지원이 이루어지고 권학책이 보완됨으로써 재흥의 기운을 맞이하게 되었다. 18세기에는 농업생산력이 증대되고 상공업이 발달하면서 국가 경제력이 커져 재정형편이 크게 호전되었는데, 이를 바탕으로 국가정책적으로 문예를 부흥시키는 동시에 문물제도를 재정비하였다. 이에 따라 왜란 이후 위축되었던 국립최고학부인 성균관 교육의 재흥을 위해 적극적인 관심을 가지고 교학권장정책을 취하였다. 영조는 쌀, 콩, 붓, 먹, 종이 등 각종 운영경비와 재정지원을 강화하고, 유생의 정원을 늘렸다. 필요한 경우에는 수시로 선혜청미나 사섬목, 호조전, 병조포 등을 성균관에 보내어 지원하였다.
정조대에는 문과응시의 허용문제가 큰 진전을 보이면서 서얼 출신의 생원, 진사가 성균관에 입학하였다. 이는 그 만큼 문호가 개방되었음을 뜻하는 것이다. 이 시기에 성균관에서 지내는 유생은 생원, 진사, 기재생, 남반생 등 네 부류로 구성되어 있었다.
그러나 서원의 확대, 집권층인 벌열들의 불공정한 과거제도 운영, 재정 기초였던 학전의 감소 등의 영향으로 교육기능이 약화되었다. 몇몇 실학파 학자들과 관리들은 근본적인 학교 제도상의 개혁을 주장하였으나, 철종 때까지 학제 개혁은 한 번도 시행되지 못하였다.
1869년(고종 6) 부진해진 성균관의 교육을 강화하기 위한 방편으로 의정부에서 「태학별단서」를 제출하였다. 대원군은 1865년부터 서원 철폐를 단행하다 반발이 심하여 중단하였는데, 이 점을 미루어볼 때 「태학별단서」는 서원을 철폐하고 성균관을 명실상부한 교육기관으로 다시 정비하기 위한 준비 작업의 일환이었음을 짐작할 수 있다. 그러나 1871년 신미양요와 1873년 대원군의 하야 등으로 성균관 교육의 강화 작업은 결실을 거두지 못하였던 것으로 보인다.
1880년대에는 개화 분위기 속에서 육영공원과 같은 신학문을 가르치는 국립 교육기관은 재정 지원이 충분했지만 성균관 재정은 넉넉하지 않아 성균관 유생들의 얼굴에 굶주린 빛이 있었다는 기록이 있고, 내무부에서 유생의 정원이 비어 있다고 지적하기도 한다. 1887년(고종 24) 이러한 상황을 개선하기 위해 성균관에 경학원(經學院)을 설립하였다. 그러나 재정이 궁핍하여 큰 실효를 거두지 못한 것으로 보인다.

### 근대 시기의 성균관
1894년 조선에서 갑오개혁을 통해 교육의 근대화 작업이 추진되면서 기존의 고등교육기관인 성균관을 근대적인 교육기관으로 개편하고자 했다. 우선 과거제도의 폐지와 함께 성균관의 입학 자격자가 없어지게 되었고, 기존과 같이 인재를 양성하여 관리로 배출한다는 교육 기능을 더 이상 발휘하지 못하게 되었다. 다음 해인 1895년(고종 32) 정부는 새로이 성균관 관제를 제정하고, 이어서 경학과(經學科)를 설치하여 근대적 고등 교육 기관으로 개편하고자 하였다. 
근대적 교육기관으로 개편된 이후에는 사서삼경 외에도 본국지리, 본국사, 세계지리, 세계사, 수학, 역사, 문학 등의 교과목들도 익힐 수 있게 되었다. 입학 시험과 졸업 시험을 치루었으고 3년제 학교로 2학기제였다. 졸업생에게 붉은 종이에 크게 쓴 졸업 증서를 수여하였다. 성균관에서는 매년 연말 시험이 끝나고 졸업 시기가 되면 신입생 모집 광고를 하였다. 이 광고는 성균관 정문이나 시내 여러 곳에 방을 붙이는 방법을 사용하였으며 관보를 통하여 지방에도 널리 알렸다.
1905년에는 관제가 폭넓게 개정되어 교수의 수가 2명에서 3명으로 증원되고, 박사를 3명 두었다. 1907년에는 박사를 사업으로 명칭변경하였다. 1908년에는 경학 외에 역사, 지리, 수학 등 기타 학과를 명시, 분화하고, 1909년에는 교과과정과 교수 시수를 규정하고 교원을 새로이 채용하였다. 
1907년 관제를 일부 개정하여 지방 유생을 더욱 많이 흡수하고 40세 이상의 관록과 명망있는 자를 선발하고자 하였다.  
1908년 성균관 관제를 새로 제정하여 경학과 기타 학과(역사, 지리 수학 등)와의 분과를 분명히 하였다. 1909년에는 학칙을 개정하여 교육을 위해 교원수를 7명으로 증원하고 학과목과 교과과정을 세분화하였다. 이 시기에는 경학은 1학년 7시간, 2·3학년은 모두 9시간으로 25시수였고, 그 다음으로 국어와 일본어가 비중이 높았다. 그 다음으로 큰 비중을 차지한 교과목은 역사·지리로 1학년에서 본국의 역사와 지리, 2학년에서 동양의 역사와 지리, 3학년에서 세계의 역사와 지리를 교육하였다. 또한 수학뿐만 아니라 물리, 화학 등 자연과학 교과목도 개설하고, 체조를 정규 학과에 넣는 등 근대적 양상이 구체화되었다. 

### 일제강점기의 성균관
1910년 한국을 합병한 일제는 1911년 경학원 규정을 두어 성균관에 경학원을 설립하였다. 이로써 성균관은 수백년 유지해오던 교육기능이 크게 제한받게 되고, 경학원은 일제의 식민정책의 일환으로 경학을 강구하고 문묘에 제사지내며 재산을 관리하는 일만 맡게 되었다. 1911년에서 1913년 등에 걸쳐 조선총독부는 경학원에 성균관 건물과 명륜당 후원 등을 대부하고, 서적·기구·교육품 등을 증여하고, 이왕직으로부터 문묘 향사에 쓸 제기, 악기, 설비품 등을 인계하였다. 경학원의 강연회는 강사의 순회강연, 직원의 출장강연이 있었는데, 대개는 부제학이 사성 등 직원을 대동하고 출장을 가서 하였다. 또한 이 당시에 경학원에서는 <경학원잡지>를 1년에 4회씩 발행하기로 하였는데 실제로는 연 2회 발행이 고작이었고 뒤로 갈수록 제대로 발행하지 못했다. 석전은 경학원 행사 중에서 가장 중요한 것이었으며, 석전행사는 대개 조선조에 하던 바를 따랐으나 약간 달라진 것도 있었다. 석전은 일제가 패망할 때까지 한 번도 빠짐없이 거행되어 왔다. 1922년 사소한 개정으로 석전을 기하여 강연을 하는 것과 지방 향교에 강사를 파견하여 순회 강연을 하는 것이 허용되었으나 여전히 교육기능은 크게 제한되었다. 1924년 경성제국대학이 설립되자 존경각의 고서들 중 3만여 권이 경성제대 도서관으로 강제 이관되었다. 강제 이관된 고서는 해방 후에 다시 환수해야 한다는 논의가 있었으나 실현되지 못했다.
1930년 노동자, 농민들의 투쟁이 증가하고 있었고 이에 대해 조선총독부는 정신강화로 사회교화에 치중하겠다는 발상과 성균관의 교육 기능이 되살아나야 한다는 유림들의 끊임없는 요구가 맞물려 명륜학원의 설립이 승인되었다. 명륜학원은 경학원에 부설되었고, 경학원 대제학은 명륜학원 총재를 겸하게 되었다. 명륜학원의 유지비는 향교재산으로부터 갹출하였고 조선총독부 보조금으로 운영되었다. 정과를 두었으며 수업 연한은 2년이고 교과목은 유학 및 유학사, 국어(일본어), 동양철학, 한문학, 공민과였다. 신입학 생도는 30명 정하고 정과의 생도수는 60인 이내로 정하였다. 총재와 학감을 두었고 학감은 조선총독부 학무국 학무과장이 겸임하였다. 이 당시 명륜학원의 강사의 절반은 일본인이었다. 1932년에는 수업 연한 1년의 보습과를 두었고, 1933년에는 3년제로 승격하고 정원도 60명에서 90명으로 늘었다. 학과목도 꾸준히 변하였다. 이 당시에는 경학, 유학사, 지나철학, 한문학, 국어(일본어), 공민과, 체조가 교과목이었다. 명륜학원 졸업생은 대개 보통학교 교원이나 훈도, 사회교화 촉탁 등으로 풀려나갔다. 1939년에는 명륜학원이 명륜전문학원으로 승격되었다. 하지만 이 시기에는 민족의식을 말살시키려는 총독부의 의지로 소위 황도유학을 강요하거나 일본어, 일본사 등을 보강하고 조선유학 등은 제외되며 학교 인사도 총독의 권한이 강화되었다. 
1941년 전선유림대회에서는 명륜전문학원을 승격시켜, 전문학교령에 의해 명륜전문학교로 설립할 것을 결의하였다. 향교 재산의 일부를 기부하게 하고 '재단법인 명륜전문학교'의 설립 수속을 밟아 총독부로부터 설립 인가를 받았다. 지금까지 조선총독부 학무국 경학원에 설치된 명륜학원이 '재단법인 명륜전문학교'로 바뀌었다. 또한 명륜전문학교 설립에 수반하여 유학연구소를 설치하여 1942년 개소식을 가졌고, 1943년 유학연구소 수료생 19명을 배출하였다. 그러나 일제는 태평양전쟁으로 교육에 관한 전시 비상조치 방안, 육군특별지원병 임시채용 규칙 등을 의결하여, 조선, 일본, 만주에 있는 대학과 전문학교에 재학 중이거나 갓 졸업한 사람을 학병으로 강제 징발하였고 명륜전문학교 학생들도 학병으로 끌려갔다. 1943년 9월 명륜전문학교는 1회 졸업생도 못내고 폐교 조치를 당하고, 청년연성소로 바뀌게 되어 1년 수료제로 바뀌었다. 1944년에는 청년연성소는 명륜연성소로 변경되면서 단기 1개월 수련제로 바뀌었다.

### 현대의 성균관
1945년 8월 15일 광복을 맞이하였고 미육군 공보장교 라카드(E. L. Lockard) 대위가 미군정 학무국장을 맡아 교육사무가 시작되었다. 미군정청은 군정법령 제6호로 10월 1일에 중등학교 이상의 학교들에 대하여 문을 열게 함으로써 명륜연성소가 명륜전문학교로 다시 부활하였다. 이때 명륜전문학교의 학과 명칭은 철학정치과였고 줄여서 철정과라고 하였고, 명륜연성소 학생과 새롭게 명륜전문학교에 입학한 학생을 모두 합쳐 70여명이었다. 또한 미군정청 군정법령 제15호로 10월 16일 경학원은 성균관으로 이름을 회복시켰다. 한편, 명륜전문학교는 법령에 의해 부활된 학교일 뿐 일제에 의해 축소된 유교 최고학부인 성균관이 되살아난 것은 아니었다. 이에 정통의 성균관을 회복하고자 11월 30일 명륜당에서 전국유림대회를 열었다. 전국의 유림 천여 명이 참석한 이 대회는 6일 동안 진행되었고 임시의장과 사회는 한국독립당 정치위원장 김성규가 맡았다. 이 대회를 통해서 유림들은 유교도의의 혁신과 향상, 성균관대학의 설치, 이를 위한 재단의 완성 등을 결의하였다. 
1946년 봄 전국유림대회가 열려 김창숙이 유도회 총본부위원장 겸 성균관장이 되었다. 또한 교육법에 따라 '재단법인 성균관'이 설립되었다. 6월에는 김창숙을 중심으로 성균관대학 기성회를 결성하고 집행위원장이 되었다. 한편, 이 시기에 미군정청 교육부는 서울을 중심으로 한 국립고등교육기관과 일부 사립고등교육기관을 경성제대에 흡수 통합하여 거대한 종합대학을 신설하기 위해 '국립서울대학교 설치령'을 내린다. 이미 일제강점기때부터 일제가 저지른 정책으로 '재단법인 명륜전문학교'가 있었기 때문에 광복 이후 혼란상속에서 국립대학으로서의 전통은 되찾지 못하였다. 당시 '재단법인 명륜전문학교'는 대학을 운영하기에는 재정상태가 미약하였으므로, 대학을 유지 운영할 재단법인을 구성하는 것이 필요했다. 성균관대학 기성회는 이석구의 '재단법인 학린사'의 막대한 토지재산을 출연받고 각계로부터 재산을 기증받아 '재단법인 성균관대학'의 구성에 성공하여 문교부로부터 설립을 인가받았다. 명륜전문학교의 뒤처리를 위해 학과 편성은 전문부(철정과, 경사과)를 설치하였고 학제상의 공백기를 메우기 위하여 예과를 설치하였다. 8월에는 철정과, 경사과로 학생 모집 광고를 내어 학생을 선발하고 9월 25일 명륜전문학교가 해체되고 성균관대학이 설립되었다. 초대 학장으로는 김창숙이 취임하였다. 10월에는 30여 명의 이르는 교수진을 구성하여 문교부에 교수채용인가신청서를 제출하였다. 학교 시설은 비천당을 학장실과 사무실 등 대학본부 및 강의실 겸 도서관으로, 명륜당을 강당 겸 교실로, 동재를 연구실로 사용하였으며, 비천당을 중심으로 임시시설을 세워 사용하였다. 또한 커가는 교세를 수용하기 위해 현대시설을 갖춘 교사의 신증축을 시작하였다.
1947년 9월 학부 승격을 전제로 전문부(철정과, 경사과)와 예과 신입생 모집을 중지하고, 1948년 7월 문학부와 정경학부를 신설하고 문학부에 동양철학과, 문학과(국문학전공, 영문학전공, 불문학전공), 정경학부에 법률학과, 정치학과, 경제학과를 설치하였다.
1950년 6.25전쟁이 발발하였다. 9·28 수복 이후 개교를 서둘렀으나 1·4후퇴로 다시 피난길에 올랐다. 
1951년 4월 부산시 부산고등학교에서 이른바 피난대학 시절을 보냈다. 1951년 12월에는 문학부에 사학과를 추가하였고 어문학 전공을 개별 학과로 분리하였다. 또한 교육법의 규정에 의해 교과 내용을 일반교양과목, 전공과목, 선택과목으로 나누어 설치하였으며, 건학이념에 입각하여 유학개론이 더 부과되었다. 1952년에는 교사의 신증축 및 교수진 보강을 위해 전국의 향교재단의 재산수입 일부를 충당하여, 재단을 보강하여 종합대학으로 승격하고자 계획하였다. 
그리고 1953년 2월에는 문교부로부터 종합대학승격인가를 받게 되었다. 이후 교육학과, 생물학과, 화학과, 약학과가 증설되고 대학원이 설립되었다. 이에 따라 교수진도 지속적으로 보강하였다. 6월에는 각도의 향교재산을 갹출하여 '재단법인 성균관대학'을 '재단법인 성균관'에 병합하여 재단을 확충하였다. 1953년 7~8월 서울로 환도하였다. 전쟁기간 중에 인민군은 일부 건물을 군수물자 저장 창고로 이용하였고 퇴각할 때 불을 질렀다. 이때 비천당과 임시시설들, 당시까지 구비한 도서 7만여 권과 존경각에 7세기 간 보존되어 온 일부 고서 등이 전소되었다. 명륜당을 수리하여 도서관으로 전후 피해를 입지 않은 대성전, 동무, 서무, 동재, 서재 등의 건물을 이용하거나 임시 목조 건물을 지어 사무와 교육을 시작하였고, 전쟁으로 중단됐던 석조전 건설을 재개했다. 
1954년에는 심리학과, 수학과, 물리학과를 신설하였다. 1954년 8월 교사확장계획을 세워 열악한 교육여건을 개선하고자 하였다. 문리과대학, 과학관, 도서관, 대강당, 학생회관, 체육관, 기숙사를 5년 동안 신설하고자 계획하였고, 이때 교사 확장을 위해 계성사가 철거되었다. 10월에는 동재와 서재 등의 시설을 수리하여 동양철학과·국문과·약학과·사학과·영문과·불문과·수학과·물리학과·교육학과·심리학과에 각각 1개실, 생물학 연구실 3개실, 생물표본실 4개실, 신문편집실 2개실, 여학생 휴게실 2개실 등 모두 29개실을 배정하였다. 
1956년 석조전이 완성되어 대학본부와 강의실로 사용되었다. 1957년에는 제1과학관이 완공되었다. 전후 서울 복귀 이후 명륜당을 도서관으로 이용하고 있었으나 석조전 완공으로 강의실 문제가 해결되자 곧이어 중앙도서관을 지어 1958년 완공하였다. 1959년에는 교직원과 학생의 복지시설로 구내식당이 완공되었고, 1960년에는 법정대학관, 제2과학관이 완공되었다.
1950년대에는 필답고사, 구술시험(면접), 신체검사 등의 절차를 거쳐 신입생을 선발하였으며 후기대학 입시에서 높은 경쟁률을 보였다.
1954년에는 「주간성대」라는 성대신문사가 창간되었고 명륜당 뒤쪽 언덕의 목조 가건물에서 신문을 제작하다가 서재의 2개 방을 사무실로 사용하였고 다시 성균관 식당건물을 수리하여 사무실로 사용하였다. 1955년에는 비천당 사무실 한 켠에 성대방송실이 설치되었다. 1960년에는 유도회에서 동양철학과 학생들을 위한 양현고의 부활을 결의하였다. 이후 양현고의 운영 주체는 재단법인 성균관에서 성균관대학으로 바뀌었다.
외형적으로는 발전하고 있었으나 한편으로는 종합대학교로 승격 이후 50년대 중후반 동안 재단과 유도회 사이에 끊임없는 분규가 발생하고 있기도 하였다. 심지어 1956년에는 재단 이사장이 재단의 기금을 횡령했다며 고소를 하는 사건이 발생하기도 하였다. 무혐의로 처리되긴 했지만 재단 이사장과 유도회 위원장인 김창숙이 사태를 진정시키려 했지만 분규는 지속되었다. 
이러한 상황 속에 1961년 5.16 군사 쿠데타는 대학사회 전체에 큰 영향을 끼쳤다. 군사정부는 7월과 8월 두 차례에 걸쳐 대학 정비방안을 마련하여 성균관대를 비롯한 12개 대학의 총학장의 임명을 취소하였고, ‘임시교육 특례법’을 제정하여 사립학교와 사립학교 교원에 대한 통제를 강화하였다. 문교부는 유도회와의 분규를 수습한다는 명분을 내세워 1962년 6월 재단법인 성균관 이사진 15명 전원의 승인을 취소하고 1년 동안 4차례나 임시 이사진을 임명하고 해임하길 반복하였다. 그러면서 1963년 6월 문교부는 대학의 재단을 학교법인과 교화법인으로 분리하는 「사립학교법」을 공포하였다. 이 법에 따라 ‘재단법인 성균관’은 성균관의 교화사업에만 관여할 수 있게 되었고, 이와는 별도로 교육사업을 담당하는 ‘학교법인 성균관대학’이 설치되었다.
문교부는 '재단법인 성균관'과 분리된 '학교법인 성균관대학'의 첫 이사진 8명을 1963년 10월 16일자로 승인하였고, 이사장에는 김두종 박사가 선출되었다. 그리고 그 해 12월 '재단법인 성균관'의 이사 14명이 문교부로부터 승인을 받았으며 성균관 이상으로는 학교법인으로부터 분리되기 전 성균관대 9대 이사장이었던 이원혁 선생이 피선되었다.
'학교법인 성균관대학'의 이사장으로 취임한 김두종 박사는 1964년 초에 시설 및 장학제도 확충, 교수의 생활보장 등의 기본 계획을 발표하였다. 그러나 계획을 추진하는 데에는 상당한 재정이 필요하였다. 그를 위해 성균관대는 1965년 9월 삼성문화재단으로부터 기본재산 및 시설비, 경상비 등을 기부받거나 보조받기로 결장하였다. 12월에는 이병철 삼성문화재단 이사장을 선출함으로써 성균관대는 새로운 전환기를 맞게 되었다. 이후 1979년까지 성균관대 재단 이사장을 맡아 대학을 지원했고, 1996년 삼성그룹이 다시 재단에 참여해 오늘에 이르렀다.
한편 1961년 10월 구 황실재산사무총국과 문교부의 문화보존과의 기능을 통합하여 문교부 소속의 외국으로 문화재관리국이 새로이 발족하였고 1962년 1월 문화재보호법이 제정되었다. 성균관과 문묘 건물은 문교부의 문화재관리국에 의해 1964년 11월 사적으로 지정되었다. '재단법인 성균관'에서 행사하였던 성균관 내의 명륜당, 대성전 등의 관리권이 문교부 문화재관리국으로 이양되었고, 문화재관리국이 1965년부터 동재와 제기고에 대한 보수공사를 시작함에 따라 동재와 서재에서 지내던 동양철학과 거재생들이 퇴거하게 되었다. 또한 유학동양학부 학생들이 양현재에서 관행적으로 지내고 있었는데 2005년에 이르러서 문화재보호법에 의거하여 퇴거하게 되었다.
오늘날 성균관은 '재단법인 성균관'이, 성균관대학교는 '학교법인 성균관대학'으로 분리되고 운영되고 있다. 또한 성균관과 문묘는 법적으로는 국유재산이자 종로구청이 관리하기도 하며, 성균관대 재단은 삼성재단이 인수하여 운영에 참여하고 있다. 
현재 성균관은 문묘향사, 성균관 및 유도회의 유지 관리, 지방향교의 통할 관리, 유교신문 간행, 매년 전국 향교를 중심으로 실시되는 <청소년 인성교육>을 비롯한 각종 유교문화활성화 사업, 사회봉사 활동, 예절상담을 통한 생활의례 보급, 전통문화 계승을 위한 출판사업 등을 펼치고 있다. 1986년에는 석전대제가 중요무형문화재로 지정되었고, 1988년에는 비천당이 중건되었다.
그러나 법인이 분리되었을 뿐 애초에 성균관대가 성균관을 계승했기 때문에 지금도 많은 행사를 같이 주최하거나 후원한다. 대표적으로 성균관대학교의 입학식과 졸업식 때 대성전에서 고유례를 행하며, 총장 취임식이나 건물 준공 등 큰 행사가 있을때 마다 고유례를 행한다. 석전을 할 때에는 성균관대가 후원을 하며, 성균관대 총장이 종종 헌관으로 참여하기도 한다. 성균관대는 공부자탄강일에 쉬며, 성균관에서 작헌례를 행한다. 
2022년 10월 25일 홍유후 설총선생 문묘봉안 천년 기념식을 치뤘다.  

## 구성
관원으로는 총책임자로 지관사(知館事 : 홍문관 대제학이 겸임)를 두고 그 밑에 동지관사(同知館事 : 겸직) 1명, 전임관원으로 대사성(大司成 : 정3품) 1명, 제주(祭酒 : 정3품) 2명, 사성(司成 : 종3품) 1명, 사예(司藝 : 정4품) 2명, 사업(司業 : 정4품) 1명, 직강(直講 : 정5품) 4명, 전적(田籍 : 정6품) 13명, 박사(博士 : 정7품) 3명, 학정(學正 : 정8품) 3명, 학록(學錄 : 정9품) 3명, 학유(學諭 : 종9품) 3명이 있었다. 이 중 박사 이하는 정원 외에 봉상시(奉常寺)의 관원과 사학(四學)의 훈도(訓導)가 겸직한 것이 있었다. 입학 유생의 정원은 200명으로 문과의 소과(생원시,진사시)에 합격한 생원과 진사가 입학하도록 되어 있었으나 부족할 경우에는 동,서,남,중학의 사학의 생도나 공신 자제 가운데서 일정한 시험을 거쳐 선발한 인원으로 보충하기도 하였다. 뒤에 경비 부족으로 영조 때는 정원을 120명, 조선 말기에는 100명으로 한 일이 있다.

## 유생 운동
조선시대의 최고학부인 성균관 유생들이 집단적 행동으로 국정을 비판하거나 왕에게 상소한 운동. 1398년 유학 교육기관으로 개설되어 성종때에 그 체제의 탄생을 본 성균관은 역대(歷代) 제왕의 적극적인 보호를 받았을 뿐만 아니라 대제학(大提學) 이하의 석학들이 깊이 관계하고, 뒤에 고관·대학자가 거의 모두 여기서 나와 큰 비중을 차지하게 되었다. 따라서 재학 중 인 유생들은 정주학(程朱學)의 입장에서 국정에 대한 비판자 역할을 하였고, 이교(異敎)를 사도(邪道)라 하여 배척하는 데 앞장섰으며, 국란(國亂)이 있을 때는 충의지심에서 집단 저항운동을 일으키기도 하였다. 그러나 때로는 당파싸움에 이용되기도 하였고, 보수적인 편견으로 새로운 종교·사상의 등장을 봉쇄하는 반동적 역할도 하였음은 부인할 수 없다. 중요한 것을 간추려보면 아래와 같다.
1. 1519년 기묘사화 때 성균관 유생들은 조광조의 사면을 항소(抗訴)하였으나 실패하였다.
2. 1611년 정인홍(鄭仁弘)이 이언적(李彦迪)·이황(李滉)의 문묘종사를 논박하자 성균관 유생들은 정인홍을 청금록(靑衿錄)에서 삭제하였다.
3. 1893년 동학교도들이 교조 최제우의 신원운동(伸寃運動)을 전개하자 성균관 유생들은 동학 탄압을 상소하였고, 동학교도들은 이에 대항하여 광화문 복합상소(伏閤上訴)·보은대시위를 하게 되었다.
4. 1902년 성균관 유생 신채호(申采浩) 등은 이하영(李夏榮) 등의 매국음모를 규탄하였다.

## 학생의 자치활동과 재회
학생들은 입재할 때 자기와 친근한 사람을 찾아 들게 했다. 그리고 제례를 정하여 상재생은 하재에 들리지 못하게 하였다. 또 상재생은 하재생에게 과실이 있으면 벌을 주기도 하였다. 벌의 종류로는 식손, 출재 등이 있었다. 식손은 식당에 참여하지 못하게 하는 것으로 경중에 따라 그 날수를 달리하였다. 출재는 재에서 퇴거시키는 것으로 퇴학과 같다. 이런 규칙은 학생들의 자치에 의하여 운영되었다. 학생들의 자치기구로는 재회가 있었으며 임원으로는 장의, 색장, 조사, 당장 등이 있었다. 장의는 회장격으로 동·서재에 1명씩 두었고 현임 장의의 추천과 전임 장의들의 합의로 선출되었다. 장의는 문벌이 좋아야 하였으나, 영조 때에는 서울 명문대가의 자제는 천거하지 못하게 하고 시골 유림으로서 사대 조상 중 드러난 관직을 지내지 않은 자를 천거하게 했다. 그러나 정조 때에는 다시 복구되어 동재의 장의는 소론, 서재의 장의는 노론이 맡았다. 색장은 4명을 두어 식당의 검찰을 맡았다. 조사는 최연소자를 뽑아 회의 때 서기 역할을 맡겼고, 당장은 회의석장에서 선출되어 임시의장의 역할을 하였다.
재회는 모든 재생이 참석하여야 했고 불참하면 처벌했다. 회의에 참석한 재생들은 나이순으로 서쪽을 바라보고 앉고, 장의는 동쪽을 바라보고 재생들과 마주 앉는다. 성균관의 학생들은 대내적인 문제를 재회를 통하여 자치적으로 해결하였다. 

## 대학의 시설
문묘시설
·문묘
·대성전
·동무와 서무
·제기고
·묘정비
·신삼문
·동삼문
·동고
·동·서말문
·수복청
·전사청
·포주
·악기고
·차장고
·악생청
·향관청
·동·서월랑
·서리청
·비복청
·계성사
교육시설
·명륜당
·존경각
·정록청
·양현고
·벽송정
·동재와 서재
·비천당
·일량재
·벽입재
·육일각
·식당
·어서비각(탕평비각)
·하마비

## 재단법인
재단법인 '성균관'은 윤리정신에 기하여 도의의 천명, 윤리의 扶植, 문화의 발전 및 공덕의 진흥을 위하여 1963년 12월 1일 설립된 문화체육관광부 소관의 재단법인이다. 소재지는 서울특별시 종로구 명륜동 3가 53에 있다. 주요사업은 문묘향사, 성균관 및 유도회의 유지 관리, 지방향교의 통할 관리, 학술 및 문예의 연구보급, 교화 및 사회사업의 경영 및 보조, 유도신문의 간행 등이다.

## 성균관 관련 유명 역사적 인물
- 안향
- 이방원
- 정도전
- 하륜
- 정인지
- 권근
- 김반
- 류방선
- 정극인
- 김수온
- 최항
- 문종
- 세조
- 안평대군
- 서거정
- 조려
- 김종직
- 홍귀달
- 단종
- 표연말
- 정여창
- 김굉필
- 김일손
- 이현보
- 정희량
- 이목
- 조광조
- 김구
- 상진
- 성수침
- 송순
- 임억령
- 백인걸
- 이준경
- 이황
- 김인후
- 노수신
- 허엽
- 휴정
- 조목
- 기대승
- 이이
- 김성일
- 최경창
- 류성룡
- 조헌
- 심희수
- 이항복
- 이귀
- 기자헌
- 이정구
- 이안눌
- 김집
- 임숙영
- 김육
- 이경여
- 최명길
- 윤선도
- 허목
- 송준길
- 윤선거
- 소현세자
- 효종
- 김수항
- 박세채
- 김석주
- 권상하
- 김창협
- 김창흡
- 숙종
- 영조
- 홍봉한
- 사도세자
- 정조
- 남공철
- 정약용
- 김려
- 홍석주
- 이항로
- 박규수
- 최익현
- 박정양
- 민영환
- 이인영
- 김창숙
- 신채호
- 조소앙

## 성균관을 배경으로 하는 TV 프로그램
- 성균관 스캔들 (KBS 2TV 월화 드라마 - 2010년 하반기 방영작)

## 같이 보기
- 개성 성균관
- 국자감 (고려)
- 문묘
- 서울 문묘
- 서원
- 성균관대학교
- 성리학
- 유교
- 한국의 유교
- 향교